# 华韬
华韬（?—?），十六国时期后秦、夏国人物，安定郡人。
416年六月，后秦征北将军姚恢为夏国赫连勃勃所逼，放弃安定，率五千户奔新平，华韬和安定人胡俨等率众抗拒，姚恢单骑归长安。胡俨杀立节将军弥姐成、建武将军裴岐，和华韬率五万户据城投降赫连勃勃。赫连勃勃以胡俨为侍中，华韬为尚书，留镇东将军羊苟兒镇守，配给鲜卑兵五千人。赫连勃勃进军郿城，姚泓派姚绍来对敌，赫连勃勃退到安定。胡俨等袭杀羊苟兒，以城降姚泓。